# سامگاکسان-دونگ
سامگاکسان-دونگ (کره‌ای: 삼각산동) یک دونگ (محله) در ناحیه گانگ‌بوک، سئول، کره جنوبی است. در گذشته این محله که در اطراف خیابان‌های سام‌یانگ رو (삼양로) و سول‌سِم رو (솔샘로) قرار داشت، شامل مغازه‌ها و خانه‌های تک‌خانواری بود و به دلیل وجود خانه‌های خراب و ساختمان‌های غیرمجاز در مناطق مرتفع، وضعیت زندگی در آن بسیار بد بود. اما از سال ۱۹۹۸ پروژه‌های بازسازی مسکن شروع شد و از سال ۲۰۰۲ تا ۲۰۱۱ بیش از ۱۱٬۲۹۱ واحد مسکونی در این محله ساخته شد. علاوه بر این، برای حل مشکلات حمل‌ونقل، خیابان سول‌سِم در سال ۲۰۰۵ به چهار خطه تبدیل شد و خط متروی شهری وویی‌شین‌سول در سپتامبر ۲۰۱۷ راه‌اندازی شد. اکنون سامگاکسان-دونگ به محله‌ای با ویژگی‌های مسکونی مناسب و دسترسی آسان به حمل‌ونقل و امکانات تبدیل شده است.